# Samuel Gueulette
Samuel Gueulette, né le 19 mai 2000 à Kigali au Rwanda, est un footballeur international rwandais qui joue au poste de milieu relayeur à la RAAL La Louvière.

## Biographie

### En club

#### Jeunesse et formation
Gueulette naît au Rwanda d'un père belge et d'une mère rwandaise.

#### AFC Tubize
En 2019, il quitte les jeunes de La Gantoise pour l'AFC Tubize. Lors de sa première saison, il joue 14 matchs de championnat en Nationale 1, au cours duquel il inscrit un but.

#### KSV Roulers
En juillet 2020, il s'engage avec le KSV Roulers,. Cependant, cette aventure ne dure pas longtemps, car le club est déclaré en faillite en septembre 2020.

#### RAAL La Louvière
Ce n'est qu'en avril 2021 qu'il trouve un nouveau club, en s'engageant avec la RAAL La Louvière. Dès sa première saison, il devient immédiatement champion de Division 2 amateurs. Le 15 mai 2024, il prolonge son contrat jusqu'en 2026,.